# Grewia diversipes
Grewia diversipes är en malvaväxtart som beskrevs av René Paul Raymond Capuron. Grewia diversipes ingår i släktet Grewia och familjen malvaväxter. Inga underarter finns listade i Catalogue of Life.